# Ladányi Tamás
Ladányi Tamás (Veszprém, 1972. november 15. –)  asztrofotográfus, tanár, amatőrcsillagász a „The World At Night” nemzetközi elit fotós szervezet tagja. Munkája, az asztrotájképek művészi szintű készítése miatt kapott elismerést és széles körű nyilvánosságot. Veszprémben él, két gyermek édesapja.

## Életpályája
Már ifjú korában érdeklődött a földrajz és a természettudományok iránt. 1985-ben általános iskolás korában szerezte első komolyabb élményét a csillagászati megfigyelések terén, amikor is a Halley-üstököst tanulmányozta távcsövével. Két év múlva már a teljes holdfogyatkozásról készítette felvételeit, középiskolás korában pedig a kettőscsillagok észlelése érdekelte a legjobban. Ebben az időszakban kezdett a Meteor című folyóirat rovatvezetőjeként is dolgozni. Felsőfokú tanulmányait a Janus Pannonius Tudományegyetem földrajz-turizmus szakán, majd a Pénzügyi és Számviteli Főiskolán végezte. 1992-től a Magyar Csillagászati Egyesület Kettőscsillagok szakcsoportját vezeti.
Csillagászati kutatásai eddigi legnagyobb eredményének két új kettőscsillag felfedezését tartja, amelyet végül az Egyesült Államok Tengerészeti Obszervatóriuma (United States Naval Observatory) LAD1 és LAD2 néven katalogizált. 
A Nizzai Csillagvizsgálóban, a Szegedi Tudományegyetemen és a Pannon Csillagdában is dolgozott vendégcsillagászként, magán csillagvizsgálóját pedig, amelyet Castor névre keresztelt, saját kertjében építette fel tudományos mérések, asztrofotográfia és ismeretterjesztés céljából. Számos nemzetközi elismeréssel rendelkezik. A legeredményesebb magyar asztrofotós, aki a NASA oldalán a nap csillagászati képével szerepelt.
Fotográfus tevékenysége a csillagászati fényképezésen belül az asztrotájkép műfajának területén teljesedett ki. Az említett stílus a csillagászati és a földrajzi szemléletet ötvözi látványosan a modern fotózás eszközeivel. Ebben a témában számos kiállítást mutatott be mind belföldön, mind külföldön. 2009-ben a Csillagászat Nemzetközi Évében részt vett a The World At Night harminc országon átívelő kiállítás sorozatán a Magyar Nemzeti Múzeumtól az UNESCO székházig. Kedvenc fotózási területe a Balaton-felvidék és a Bakony.
A 181298 számú kisbolygót felfedezője, Sárneczky Krisztián 2013-ban Ladányi Tamásról nevezte el (181298 Ladányi).

## Művei

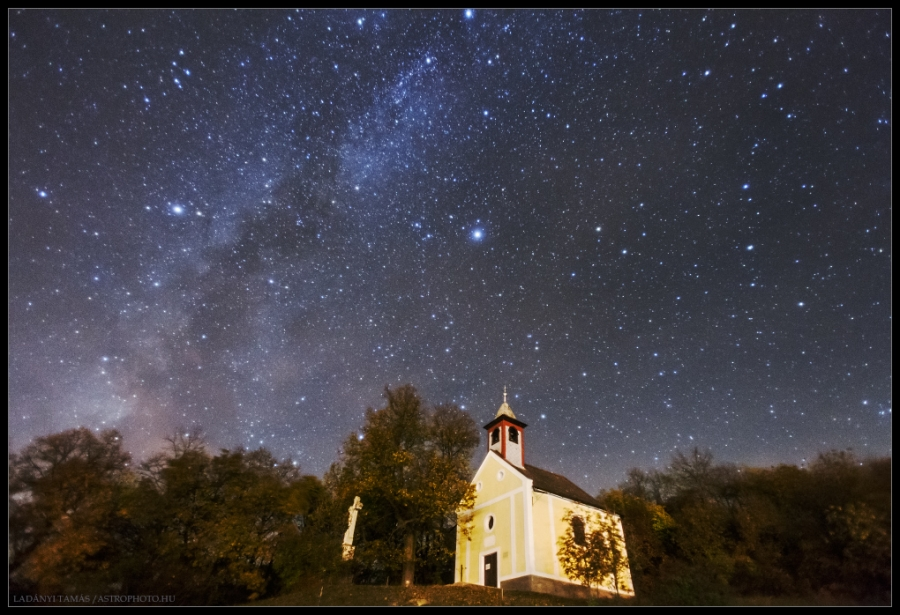
Őszi éjszaka a Csatár-hegyen a Tejúttal

- Amatőrcsillagászok kézikönyve, Kettőscsillagok, 2006, Budapest: Magyar Csillagászati Egyesület. Szerkesztette: Mizser Attila, ISBN 9630601974
- Égabroszunk csillagai térkép (Vassányi István, Heilig Balázs, Ladányi Tamás, 2007.)
- „Csillagok, csillagok…” DVD. (Kövi Szabolcs – Ladányi Tamás, 2012.)
- „Öt kontinens csillagai” fényképalbum Farkas Bertalan ajánlásával, (2017)[4]

## Kiállítások
- The World At Night, Magyar Nemzeti Múzeum, Budapest, 2009. október 16.[5]
- Konstelláció kiállítás, Művészetek Háza, Csikász Galéria, Veszprém, 2012. július 15.[6]
- Csillagok, csillagok kiállítás és koncert, Planetárium, Budapest, 2013. április 5.[7]
- Tájak és csillagok színes világa, MTM Bakonyi Természettudományi Múzeum, Zirc, 2013. október 25.[8]
- Tájak és csillagok színes világa, Agora, Tatabánya, 2014. március 8.[9]

## Cikkek
- A tavasz csillagai, National Geographic Magyarország, 2011.